# Acacia globulifera
Acacia globulifera är en ärtväxtart som beskrevs av William Edwin Safford.
Acacia globulifera ingår i släktet akacior, och familjen ärtväxter. Inga underarter finns listade i Catalogue of Life.